# Jinshanling

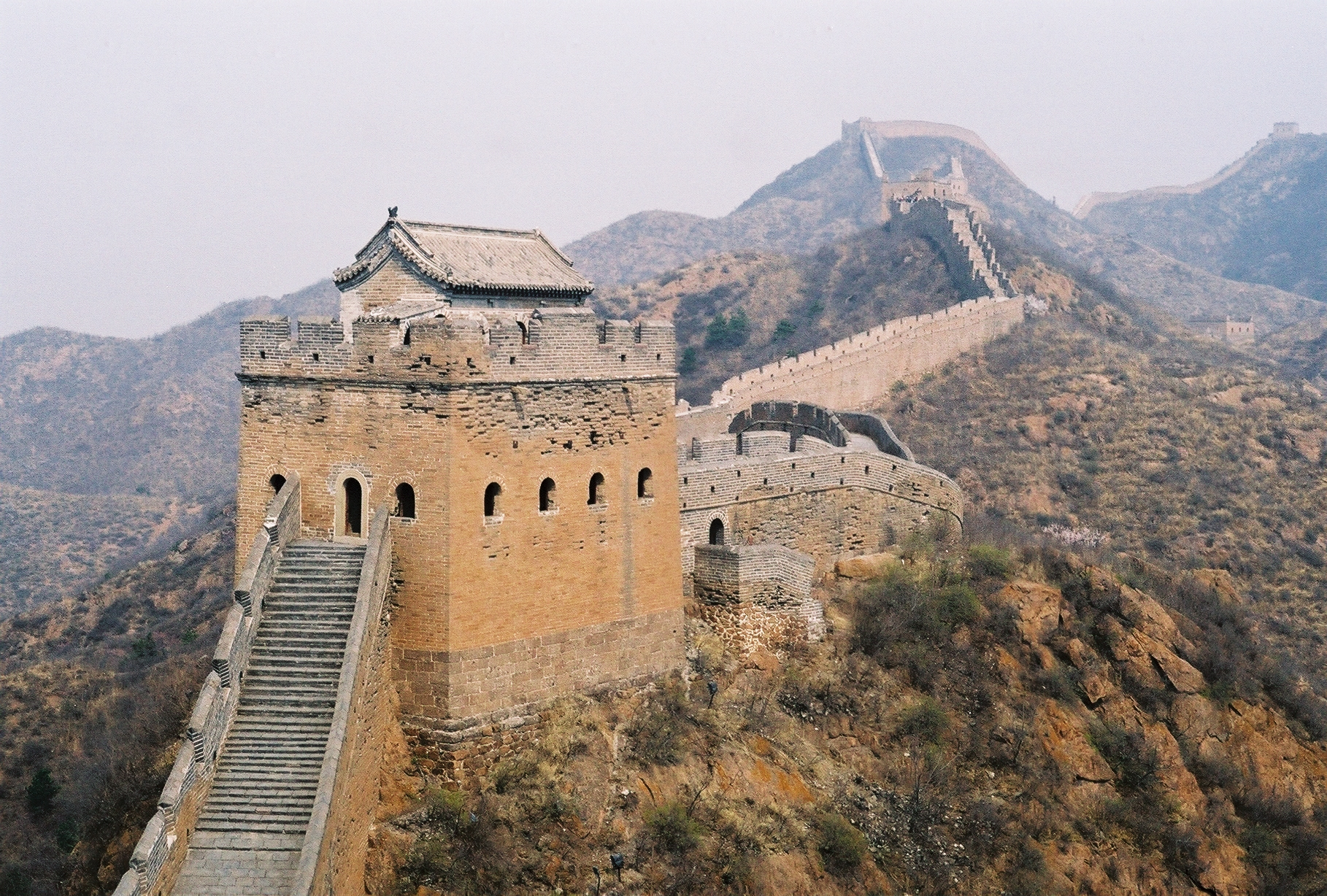
Grande Muraille de Chine à Jinshanling

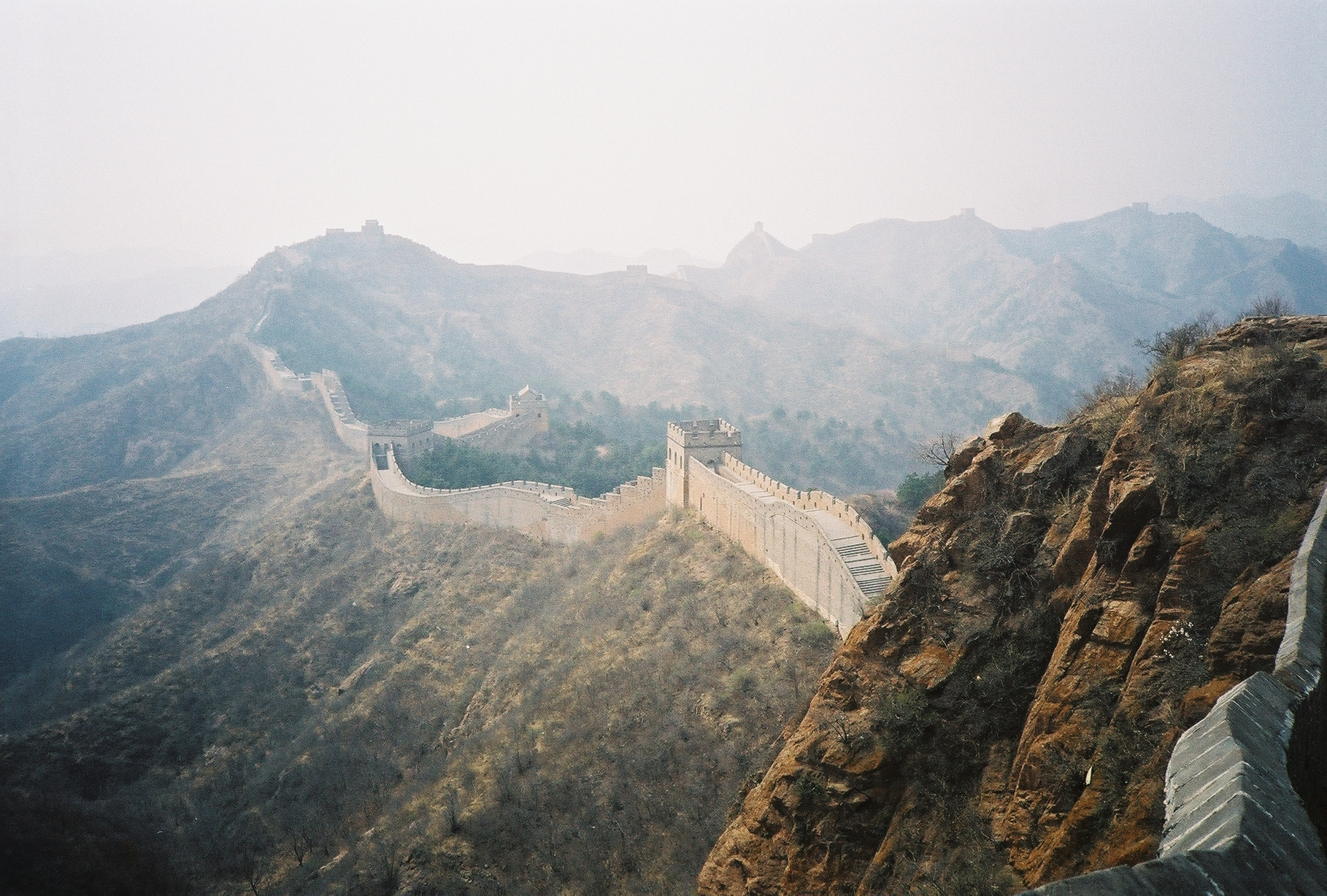
Jinshanling

JinShanLing (ou Jinshanling) est une section de la Grande Muraille de Chine située à 120 km au nord-est de la ville de Pékin et à une dizaine de kilomètres au sud-est du col de Gubei (province du Hebei). 
Construite en 1570 sous la dynastie Ming, la section de Grande Muraille de Jinshanling mesure 10,5 km de longueur et est reliée, via un pont suspendu à la section de Simatai (à 4 heures de marche). 
La Grande Muraille à Jin Shan Ling comprend 76 forteresses. Elle est conservée en assez bon état et sa section centrale a été restaurée. 
La partie la plus proche de Simatai est celle en moins bon état. 